# 扶州 (北周)
扶州（ふしゅう）は、中国にかつて存在した州。
565年（保定5年）、北周により設置された竜涸防を前身とする。566年（天和元年）、吐谷渾竜涸王の莫昌が北周に内属した際に扶州が設置された。583年（開皇3年）、隋により廃止され、その管轄区域は鄧州に移管された。

## 下部行政区画
- 竜涸郡
  - 嘉城県
  - 金崖県
  - 交川県
  - 江潭県